# Tatiana Petrova (water-polo)
Pour les articles homonymes, voir Tatiana Petrova.
Tatiana Vladimirovna Petrova (en russe : Татьяна Владимировна Петрова, née le 22 mai 1973 à Miass, est une joueuse de water-polo russe.
Joueuse du SK Uralochka et de l'équipe de Russie de water-polo féminin, elle est médaillée de bronze aux Jeux olympiques d'été de 2000 à Sydney. Elle est troisième des Championnats du monde de water-polo 2003.
Elle fait aussi partie de la sélection russe cinquième des Jeux olympiques de 2004 à Athènes.